# Kunio Nagayama
Kunio Nagayama (født 16. september 1970) er en tidligere japansk fodboldspiller.
Han har spillet for flere forskellige klubber i sin karriere, herunder Yokohama F. Marinos.